# 九十九王子 (田辺市中辺路町)

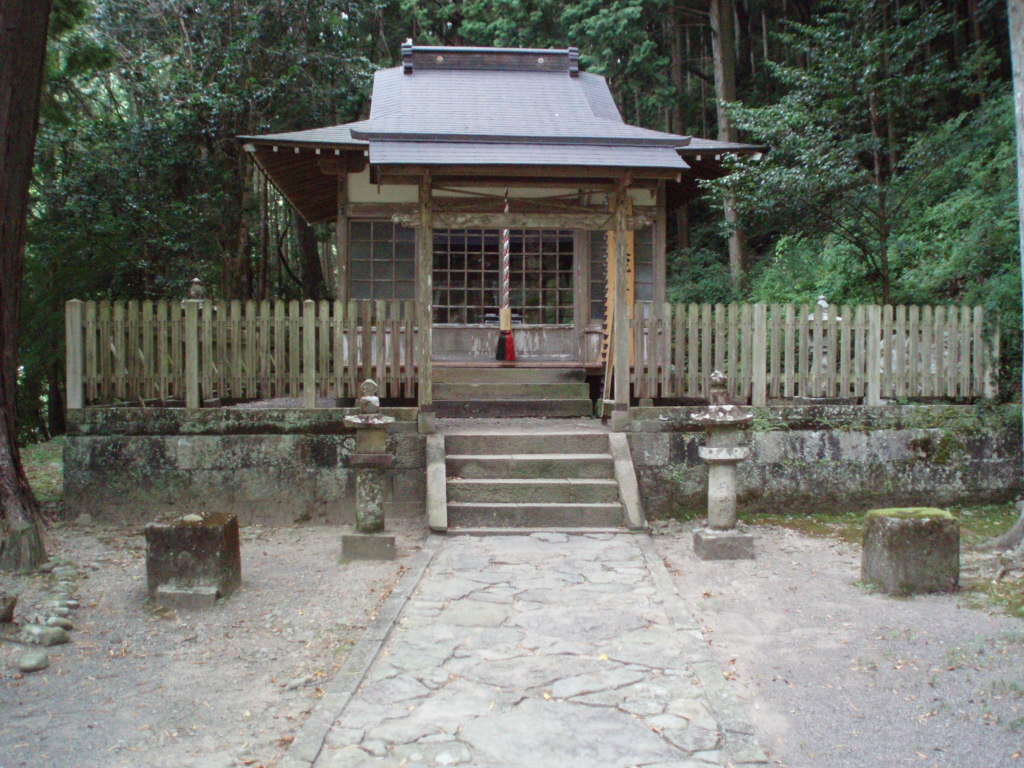
五体王子の1社・滝尻王子

本項目では、和歌山県田辺市市内・旧中辺路町域内に所在する九十九王子（くじゅうくおうじ）について述べる。

## 九十九王子とは
九十九王子（くじゅうくおうじ）とは、熊野古道、特に紀伊路・中辺路沿いに在する神社のうち、主に12世紀から13世紀にかけて、皇族・貴人の熊野詣に際して先達をつとめた熊野修験の手で急速に組織された一群の神社をいい、参詣者の守護が祈願された。
しかしながら、承久3年（1221年）の承久の乱以降、京からの熊野詣が下火になり、そのルートであった紀伊路が衰退するとともに、荒廃と退転がすすんだ。室町時代以降、熊野詣がかつてのような卓越した地位を失うにつれ、この傾向はいっそう進み、近世紀州藩の手による顕彰も行なわれたものの、勢いをとどめるまでには至らなかった。さらに、明治以降の神道の国家神道化とそれに伴う合祀、市街化による廃絶などにより、旧社地が失われたり、比定地が不明になったものも多い。
本記事では、これら九十九王子のうち、比定地が和歌山県田辺市、なかでも旧中辺路町域に推定される王子を扱う。

## 碑と町石

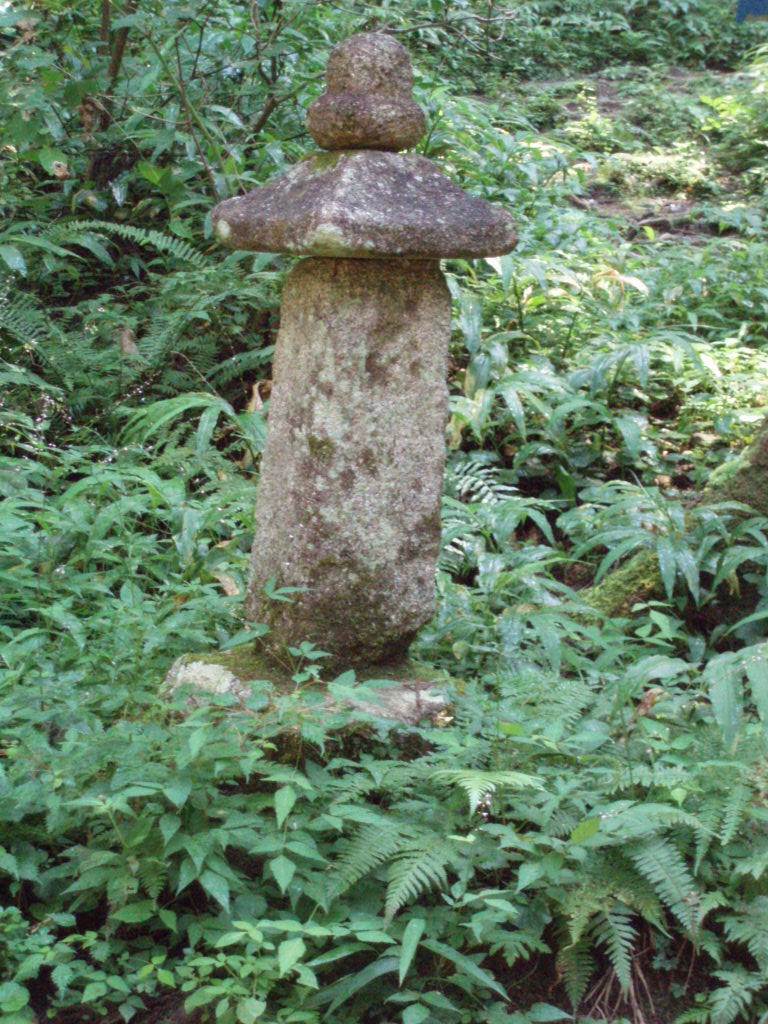
大阪本王子そばの町石卒塔婆

中辺路のうち、滝尻から本宮までの区間（旧中辺路町域および旧本宮町町域に重なる）の王子には、以下のような特徴的な遺構が見られる。
ひとつは、緑泥片岩の碑である。前述のような事情から、江戸期にはすでに多くの王子は廃絶し、跡地のみとなっていたものがほとんどであった。それらの王子を顕彰するために、享保8年（1723年）、当時の紀州藩が造立したのがそれらの緑泥片岩碑である。大門、比曽原、中ノ河、小広、猪鼻などに残された碑を今日でも見ることが出来る。
もうひとつは、流紋岩製の町石卒塔婆である。町石卒塔婆とは、一般に、山地の寺院への参道に1町（約109.09メートル）ごとに建てられたもので、道標の役割を果たした。自然石を転用したものもあるが、多くは五輪卒塔婆または笠塔婆の形式を採り、上部に本尊の梵字、下部に町数、側面や背面に造立年月日や願主名が彫られる。天仁2年（1109年）の藤原宗忠の参詣記には本宮までの町数を示した卒塔婆（「三〇〇町蘇屠婆」）の存在に言及がある（滝尻から本宮まではおおよそ300町＝32キロメートル、実際には約37キロメートルある）が、これは木製のものであったようだ。現存する町石卒塔婆は、様式からして鎌倉時代後期のものとみられ、承久の乱後に荒廃した熊野参詣道の整備を鎌倉幕府が幾度か行った際のものである。今日その姿を見ることが出来るものはその時期に建てられたものであるが、現存するものは少ない。

## 史料
頻出する史料については以下のような略号で示す。
| 略号           | 著者                        | 年代                                        | 注記 |
| -------------- | --------------------------- | ------------------------------------------- | --- |
| 『中右記』     | 藤原宗忠                    | 天仁2年 （1109年）                          | 『中右記』 |
| 『為房参詣記』 | 藤原為房                    | 永保元年 （1081年）                         | 『大御記』または『為房卿熊野参詣日記』                                                                          |
| 『愚記』       | 藤原定家                    | 建仁元年 （1201年）                         | 「熊野道之間愚記」（『明月記』所収）。後鳥羽院参詣記。                                                          |
| 『民経記』     | 藤原経光                    | 嘉禄2年（1226年）～ 文永5年（1268年）       | 『民経記』。別名『経光卿記』『中光記』。                                                                        |
| 『承元参詣記』 | 藤原頼資                    | 承元4年 （1210年）                          | 修明門院参詣記。                                                                                                |
| 『建保御幸記』 | 藤原頼資                    | 建保5年 （1217年）                          | 後鳥羽院・修明門院参詣記                                                                                        |
| 『寛喜参詣記』 | 藤原頼資                    | 寛喜元年 （1229年）                         | 藤原頼資の独参記。承久の乱以後の九十九王子の荒廃を伝える。                                                      |
| 『縁起』       | 仁和寺（蔵）                | 正中3年 （1326年）                          | 『熊野縁起』 |
| 『王子記』     | 沙門蓮春                    | 文明5年 （1474年）                          | 『王子記』。別名『九十九王子記』とも。「九十九王子」の語の初出史料。                                            |
| 『続風土記』   | 仁井田好古 ほか（編）       | 文化2年（1806年）～ 天保10年（1839年）      | 『紀伊続風土記』。全195巻、藩領地誌97巻、付録（古文書集）17巻、高野山関係81巻からなる、近世後期和歌山の地誌書。 |
| 『郷導記』     | 児玉荘エ門 （児玉荘左衛門） | 元禄元年（1688年）？～ 元禄16年（1703年）？ | 『紀南郷導記』                                                                                                  |
| 『道中記』     | 鳥居源之丞                  | 享保7年 （1722年）                          | 『熊野道中記』。おそらく紀州藩主の参詣のための予備調査記。九十九王子の所在地や社殿の有無に詳しい。              |
| 『熊野詣紀行』 | 林信章                      | 寛政10年 （1798年）                         | 『熊野詣紀行』。道中の風物や宿泊施設に詳しい。                                                                  |

## 田辺市中辺路町の九十九王子
田辺市中辺路町域内の九十九王子は13社。滝尻・大門・十丈・近露・比曾原・継桜・中川・岩神・湯川の各王子は国の史跡「熊野参詣道」（2000年〈平成12年〉11月2日指定）の一部である。赤木越のうち、遺存状態の良好な部分が同じく中辺路の北郡越（ほくそぎごえ）とともに史跡「熊野参詣道」の一部として追加指定された。

### 不寝王子

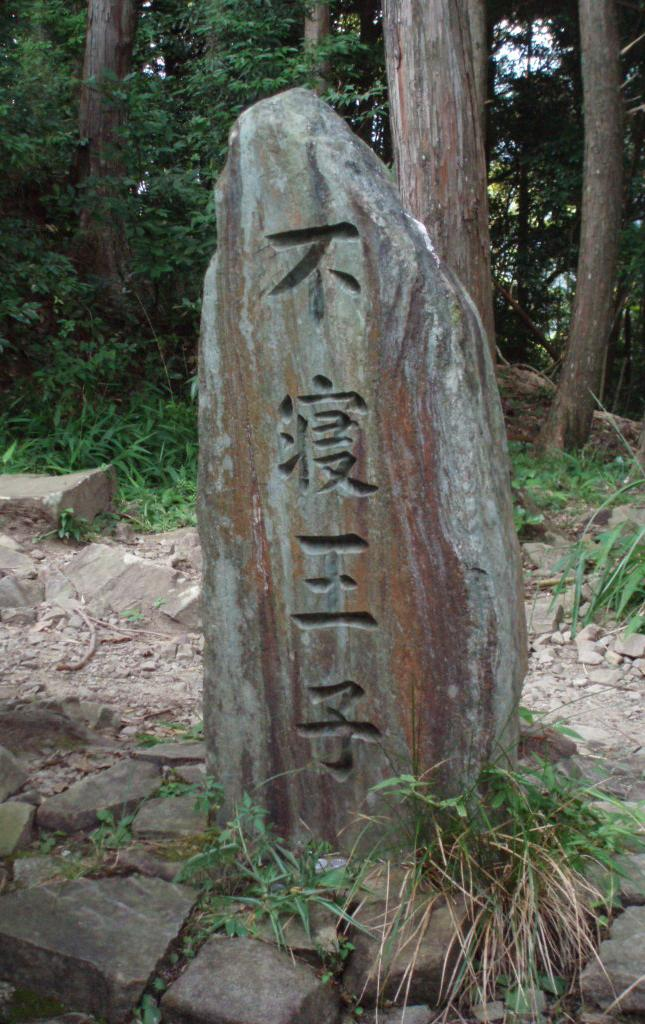
不寝王子碑

不寝王子（ねずおうじ）は、滝尻王子の後背にそびえる剣山（371メートル）への急坂の途中、最初に出会う王子である。不寝王子の名は、中世の記録には登場しない。江戸後期の地誌『郷導記』（元禄年間）での記述が史料上の初出である。そこでは、ネジないしネズ王子と呼ばれる小祠址についての記述があり、「不寝」の字を充てるとしているが、その存在は不明確であるともしている。『続風土記』ははっきり廃址と断じており、滝尻王子に合祀されていると述べている。
- 所在地 田辺市中辺路町栗栖川字平原

### 大門王子
大門王子（だいもんおうじ）は、高原集落から十丈峠へ向かう山道の右手にある。『愚記』や『中右記』に言及はなく、『道中記』（享保7年〈1722年〉）に社殿なしとしてこの王子の名が登場するのが史料上の初出であることから、中世熊野詣以後の時代に建てられた王子と見られている。大門の名の由来は、この付近に熊野本宮の大鳥居があったことによるという。
以前は見事な松の大木があったが、マツクイムシの食害で枯死し、伐られた。その後、朱塗りの社殿が建てられ、町石卒塔婆と緑泥片岩碑はその背後に隠れてしまっている。定家・宗忠の参詣記、さらに古くは増基の『いほぬし』も、この付近に水呑仮宿所ないし山中宿なる宿所にふれているが、大門王子付近にあったものと見られている。

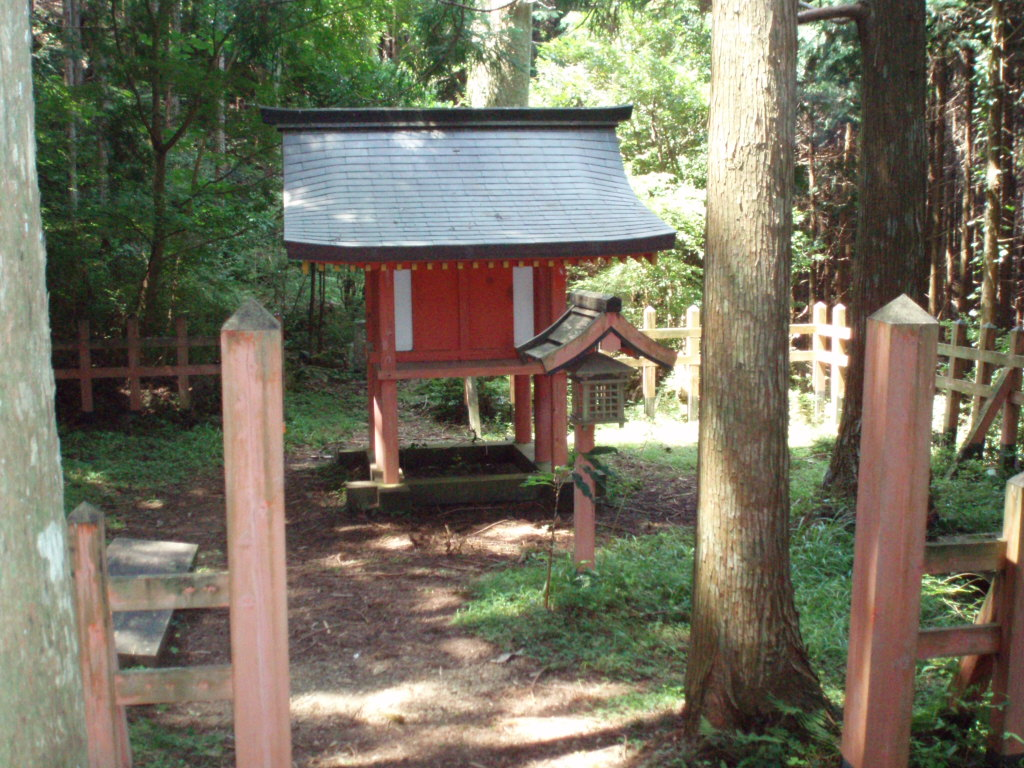
大門王子社殿
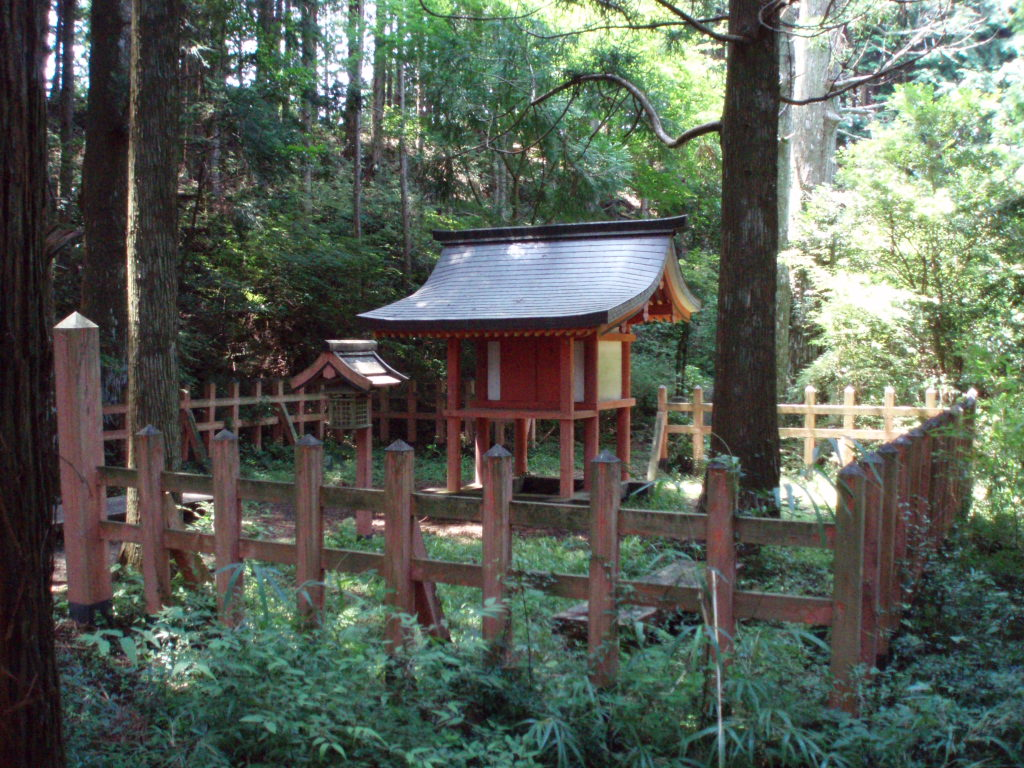
大門王子社地
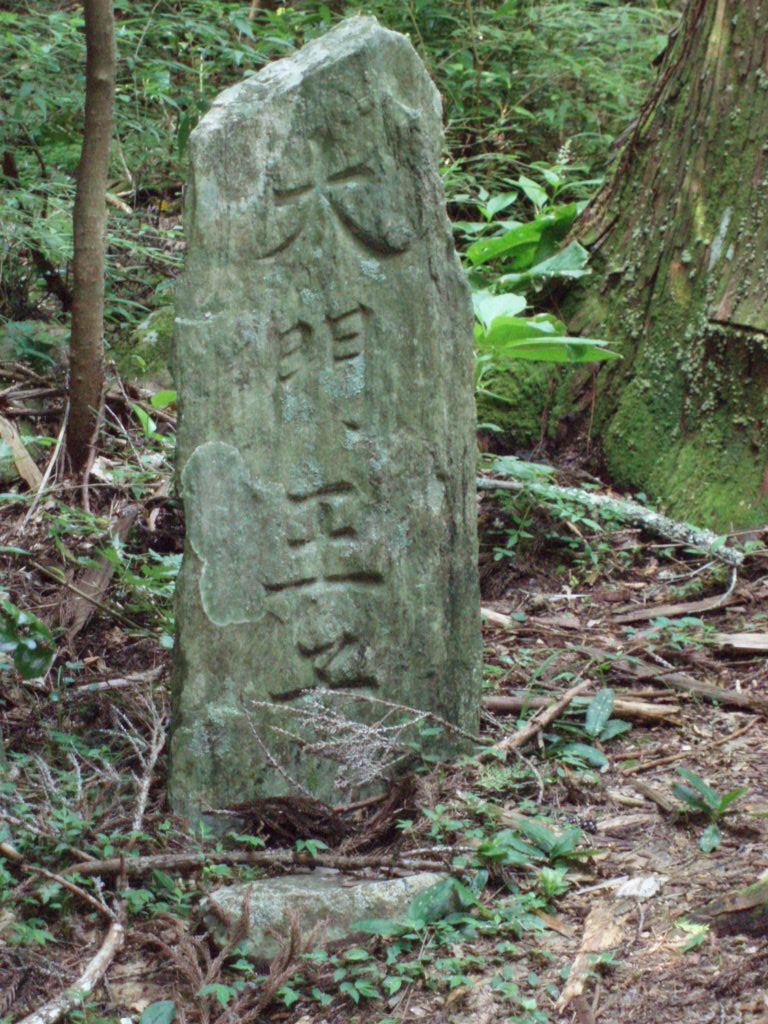
大門王子碑
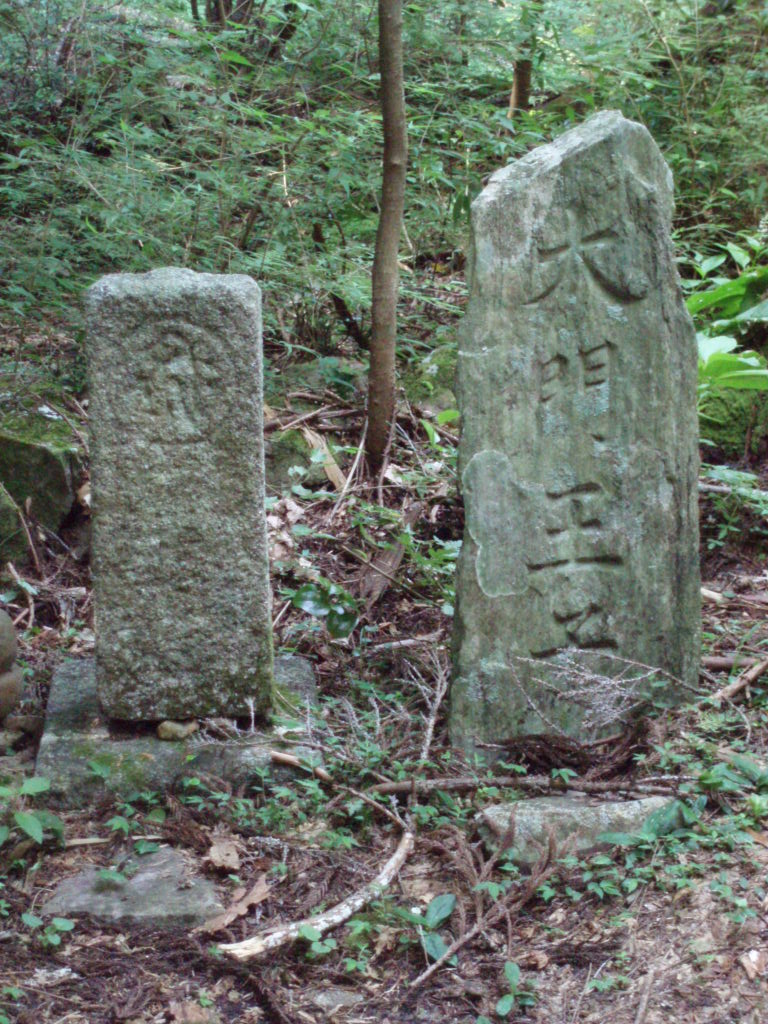
大門王子碑（右）と町石卒塔婆

- 所在地 田辺市中辺路町高原707-2

### 十丈王子

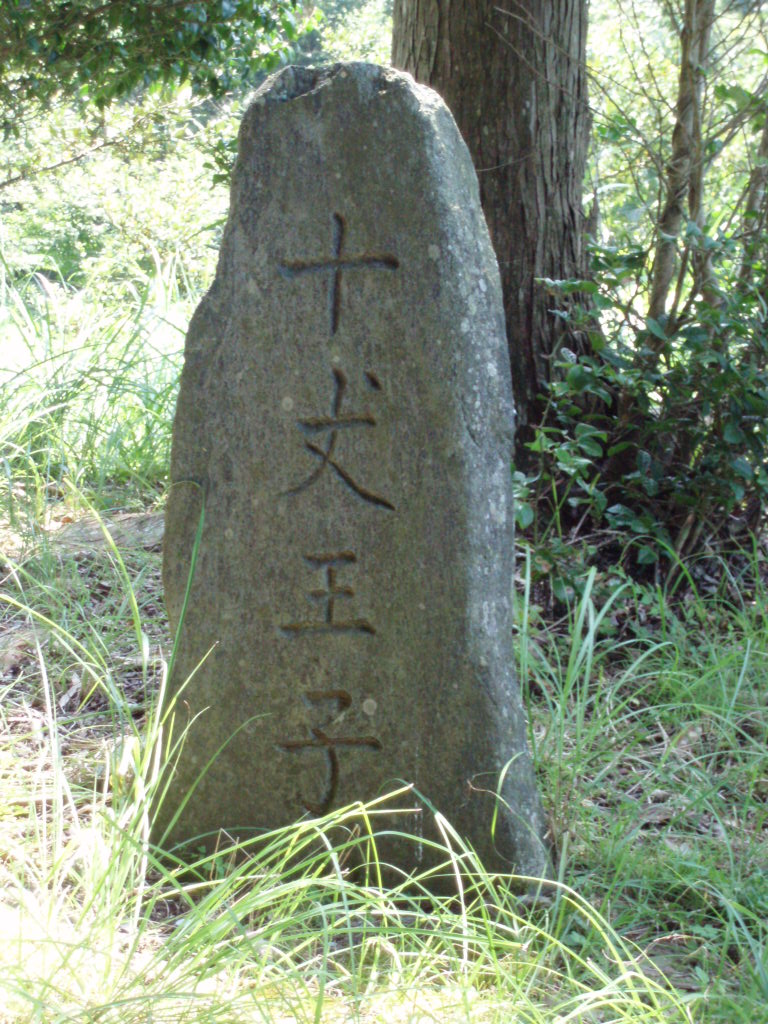
十丈王子碑

十丈王子（じゅうじょうおうじ、重点王子〈じゅうてんおうじ〉とも）は大門王子から2キロメートルあまり、上田和への上りに差し掛かる十丈峠（じゅうじょうとうげ）の付近にある。「重照王子」とまれに記されるが誤記である。中世参詣記には重點（じゅうてん）の地名および重點王子の社名で登場し、『中右記』10月24日条に雨中に重點を通過したとあり、王子の名は『愚記』10月14日条に初見する。また、『承元参詣記』4月30日の条では、重點原で昼食をとってから、王子に参詣したとしている。
重點の名が十丈に転じた理由は明らかではないが、時期としては江戸時代以降のことで、『紀伊続風土記』には「十丈王子社境内周三十間」とある。江戸期には茶店などを営む小集落が近辺にあり、王子神社として祀られていた。明治時代以後は村社とされたが、1908年（明治41年）春日神社（田辺市大塔村）に合祀され社殿は撤去された、1970年代始め頃までには集落からも住人が退去し、一帯が竹藪に帰していた時期があったという。

### 大阪本王子

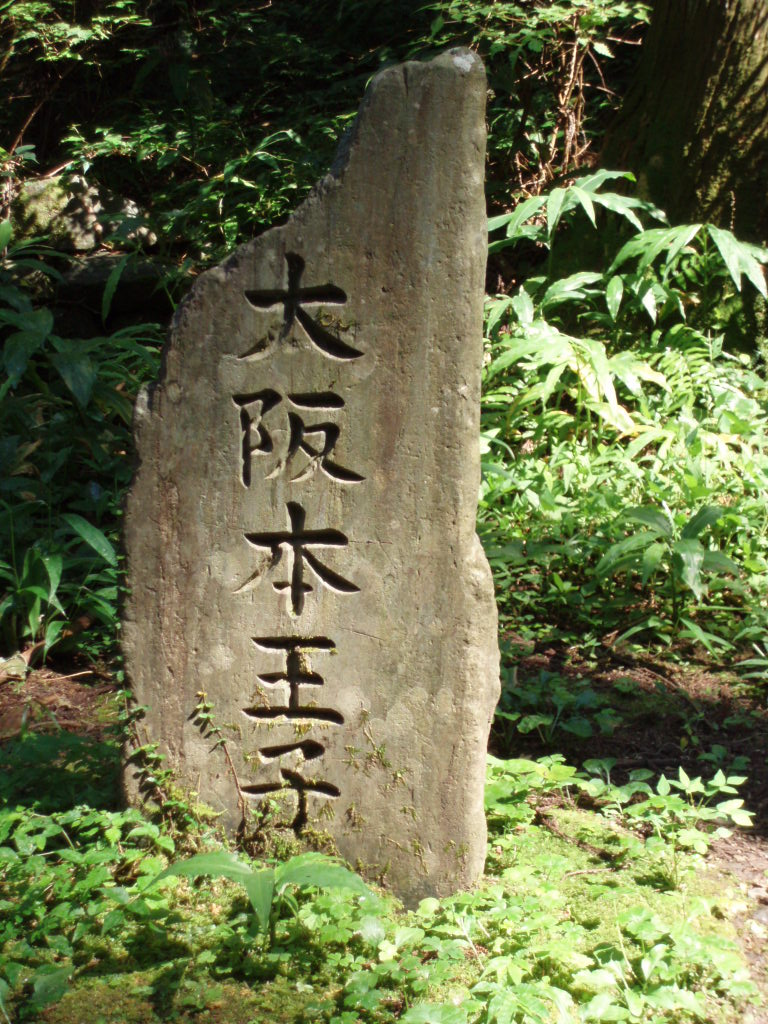
大阪本王子碑

大阪本王子（おおさかもとおうじ）は、大阪峠（逢坂峠）の麓にあることから名づけられたと見られる。逢坂峠は近露側から登るには相当の急坂であることから、古くから大坂と呼ばれており、『為房参詣記』10月7日条に「大坂之草庵」、『中右記』10月14日条に「大坂本王子」の地名が登場している。
江戸時代には「大坂王子」「相坂王子」とも記され、『続風土記』には社殿はなく碑のみとし、御幸記より大坂本王子の跡地と推定しているが、『熊野詣紀行』には小社ありと述べられている。1909年（明治42年）に近露の近野神社に合祀され、廃絶。『続風土記』は大坂王子と記された碑があったと伝え、『熊野詣紀行』は小祠があったとしているが、いずれも明治末年以降、行方が知れない。現比定地に遺されている笠塔婆は、他に見られるものと同じく鎌倉時代後期に造立された町石卒塔婆である。
- 所在地 田辺市中辺路町近露逢坂2511

### 比曽原王子

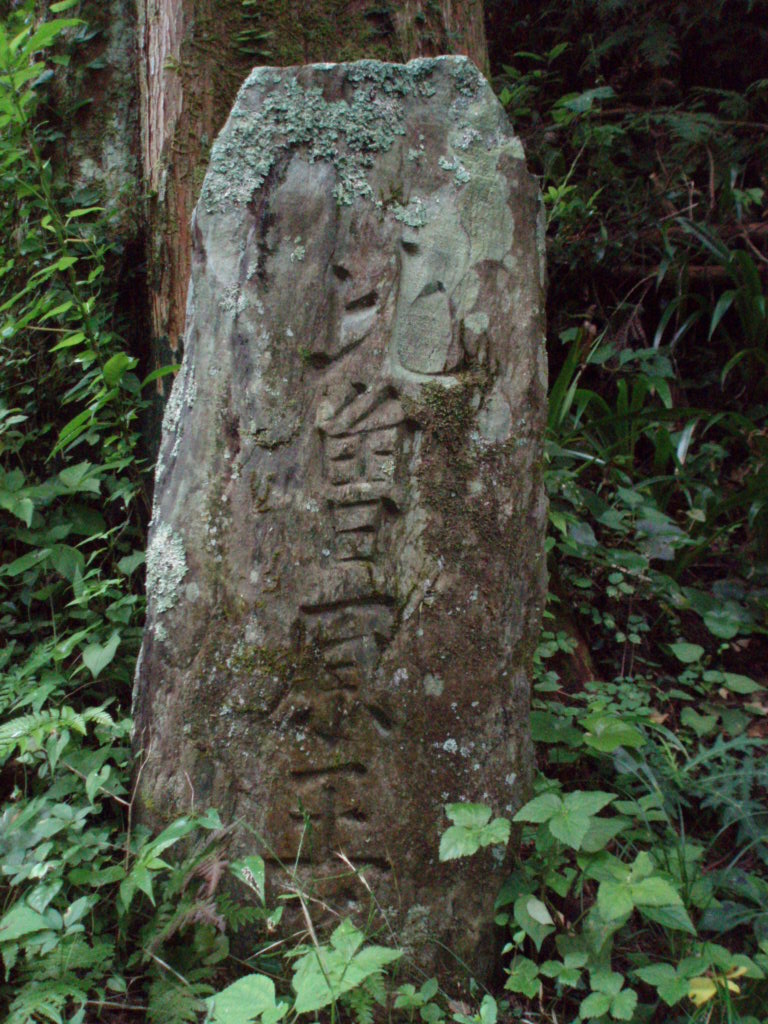
比曽原王子

比曽原王子（ひそはらおうじ）は、近露道中から約2キロメートルほどの国道沿いの土手の草叢のなかにあり、緑泥片岩の碑のみが遺されている。社祠があったあたりは杉植林地になってから時間がたっており、痕跡は見出せない。道中からは茶屋坂を登って国道に一度合流し、楠山坂を登ってゆく。
比曽原王子の名は『愚記』や『熊野縁起』に見られるが、早い時期に退転したようである。元文4年（1739年）の参詣記『熊野めぐり』には、近隣の住人に尋ねてもその由来を知る者がいなかった、と述べられている。
この近くには手枕松というマツの名木があったと伝えられ、江戸時代の文人の紀行文の類では、こちらの方がむしろ関心を集めていたようである。
- 所在地 田辺市中辺路町野中字比曽原1143

### 中ノ河王子

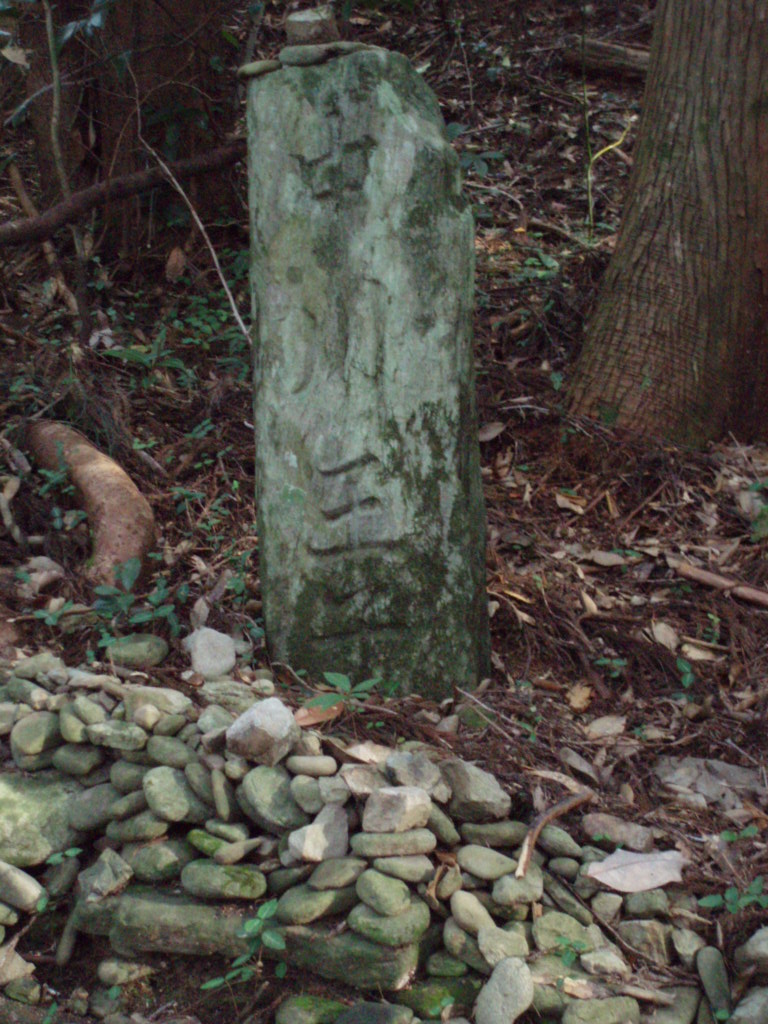
中ノ河王子碑

中ノ河王子（なかのかわおうじ）は、継桜王子のある野中集落を出て、高尾隧道口を過ぎてまもなく、国道の側方の山中にある。旧址には、紀州藩の緑泥片岩碑があるばかりである。『中右記』10月24日条には「仲野川仮屋」の名で既に登場しており、『愚記』10月14日条に「中の河」なる王子の名が挙げられている。
『王子記』には「中河」、『続風土記』には「中川王子碑」とあり、近世には「中川」「中河」と表記された。近世には、『道中記』に社がないと述べられ、『続風土記』にも同様の記述がある。享保8年（1723年）には紀州藩が緑泥片岩の碑を建てたが、碑だけしかないことから、1909年（明治42年）に金毘羅神社（近野神社）に合祀された。
- 所在地 田辺市中辺路町野中字高尾2177

### 小広王子

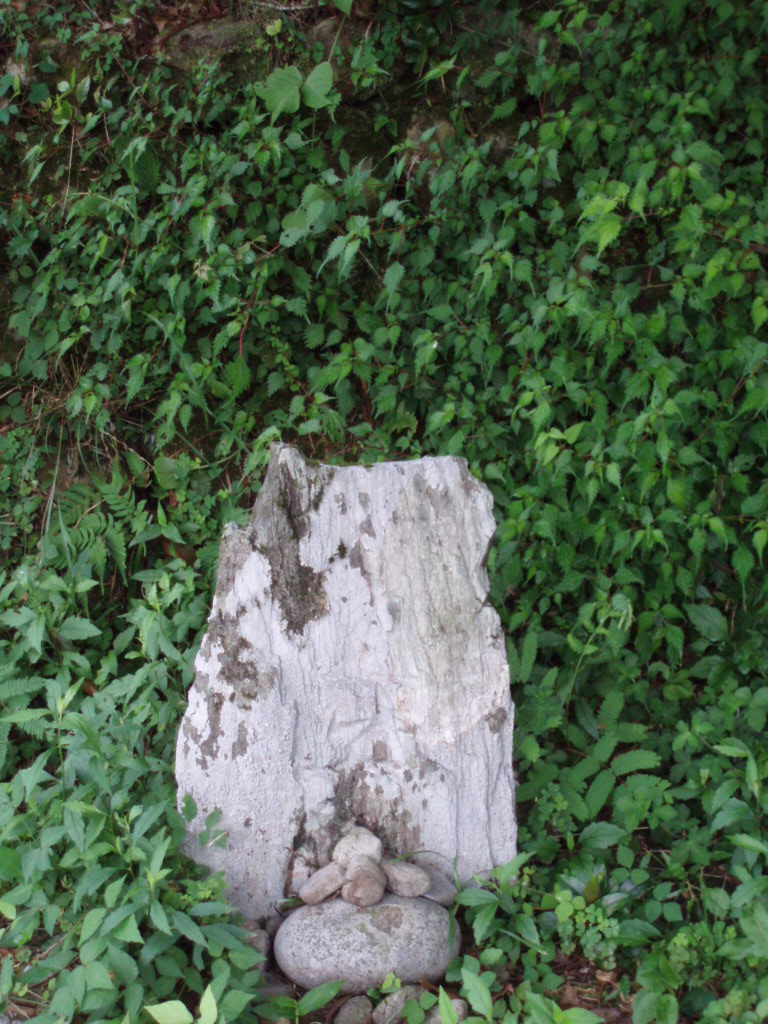
小広王子碑。上部が欠損し、「王子」の文字の跡も薄れている。

小広王子（こびろおうじ）は、中ノ河王子から続く小さな峠にある。『中右記』10月25日条に、「仲野川王子」に奉幣の後、「小平緒（こびらお）」「大平緒（おおびらお）」を経て岩神峠に向かったとし、『愚記』も「中ノ河」の次は「イハ神」と述べている。いずれも王子社の存在は述べられておらず、成立はその後と見られる。
『道中記』（享保7年〈1722年〉）に「小広尾」なる王子の名が登場するのが史料上の初出だが、既に社は失われていたという。紀州藩が緑泥片岩碑を建てたが、1909年（明治42年）に近露の金比羅神社（近野神社）に合祀廃絶された。
1899年（明治32年）および1930年（昭和5年）と2度にわたる県道（現・国道311号）の道路改修で小広峠の道筋が大きく掘り下げられたことにより、跡地は消滅し、碑も現在地に移された。碑は上部が欠損しており、下部の「王子」の文字がわずかに読み取れるのみの状態である。
- 所在地 田辺市中辺路町野中字小広1

### 熊瀬川王子

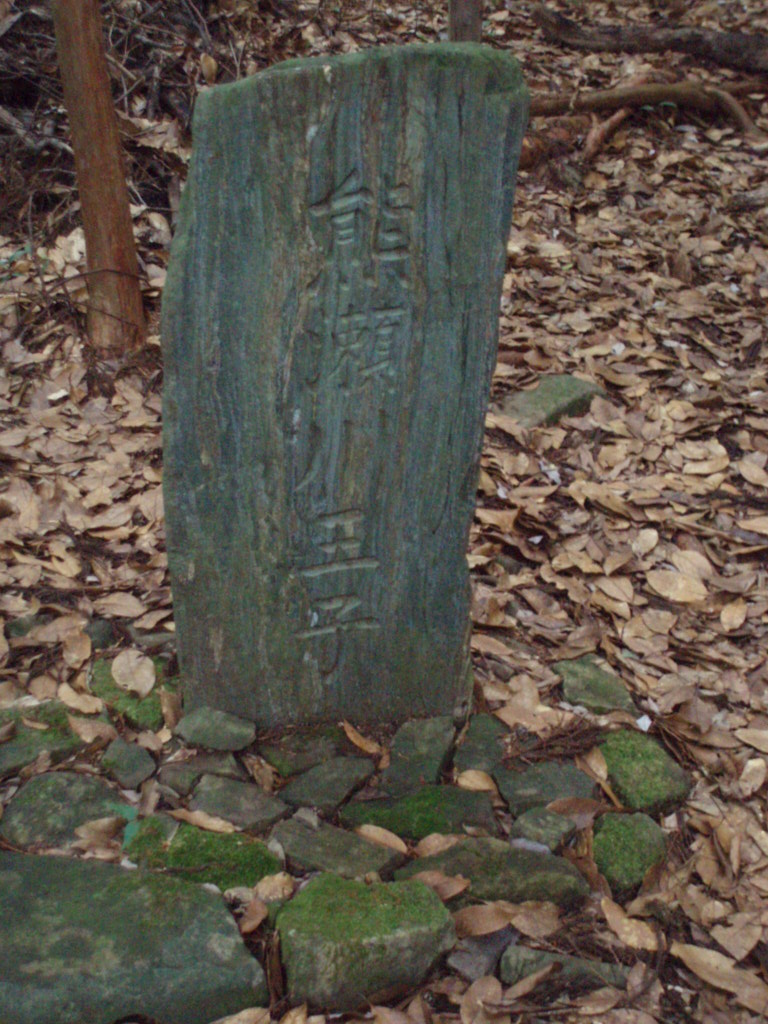
熊瀬川王子碑

熊瀬川王子（くませがわおうじ）は、小広峠を下って熊瀬川をわたり、草鞋峠へ登る道の傍らにある。地名としての熊瀬川は、『承元参詣記』5月1日条で、熊瀬川で昼食を取ったという記述に見られ、『寛喜参詣記』11月5日条には、近露を発ち、やはり熊瀬川で昼食をとったと述べられている。しかし、「熊背川王子」の名が見出される史料はわずかに『熊野縁起』1篇に過ぎず、王子間の平均的な距離は2キロメートルから3キロメートルほどあるが、小広王子からの距離はせいぜい1キロメートルほどしかなく、設立年代も含めて疑問が残る。
熊瀬川とはもともと、小広峠一帯を源流域とする谷川だが、同時に草鞋峠の登り口一帯を指す地名であって、その旨が元文4年（1739年）の『熊野めぐり』に明言されている。また、『続風土記』では「小名熊瀬河は小広峠にあり」としている。これらから、小広王子と熊瀬川王子は同一の王子の可能性もある。

### 岩神王子

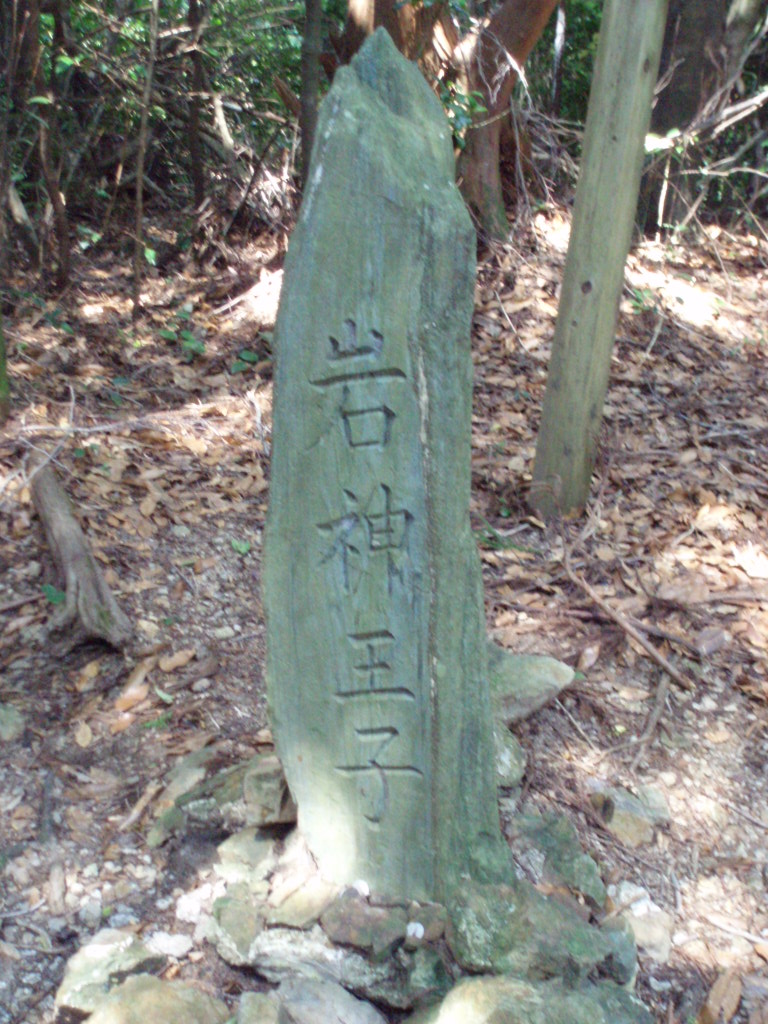
岩神王子碑

岩神王子（いわがみおうじ）は、中辺路の難所として知られた岩神峠にたたずんでいる。
熊瀬川をわたって草鞋峠を越え、そこから坂道を下って、栃ノ河（とちのごう、または「栃の川」とも）の河原にたどりつく。この栃ノ河は付近に栃の木が多かったことから名づけられたといい、『中右記』にも「都千の谷（とちのたに）」なる記述がある。このあたりは険しい道として知られ、しかも密生した樹木からヒルが降ってくるとして蛭降谷百八丁などと呼ばれた。
江戸時代頃から、この谷を挟んで両側の峠への坂をそれぞれ女坂（草鞋峠側）、男坂（岩神峠側）、両方を合わせて女夫（めおと）坂と呼ぶようになり、これにちなんで河原にあった茶屋は仲人茶屋と称されたという。江戸時代後期にここを旅した文人の関心を惹いたようである。栃ノ河の河原から、ところどころに石畳の残された男坂を登ると、小さな切通し状の峠の北側に王子址がある。
『中右記』10月25日条には、「石上の多介（いしがみのたわ）」の王子に参拝したとの記述がある。この時、近くに地方から熊野詣に参る途中の盲者がうずくまっており、宗忠は食料を与えたと述べている。王子の名は『愚記』には「イハ神」、『建保御幸記』の参詣記には「石神」とあり、岩神の表記が定着するのは江戸時代以降のことである。江戸時代中期、享保・元文年間の頃までは茅葺の小祠が祀られていたが、寛政の頃には破損して扉も無く、囲い板も失われていた。『続風土記』が編纂された江戸時代後期には、社も印も無い旧址と化しているにもかかわらず、毎年祭日になると神酒が供えられていたと述べられている。
明治期になってからの合祀廃絶も早く、1877年（明治10年）に湯川王子（後述）に合祀されたことに加え、峠道が廃道になったことから長らく所在地が不明になっていた。しかし、1965年（昭和40年）に道湯川林道が開かれて近辺の山林へのアクセスが容易になったことで、峠越えの旧道がまず確認され、次いで1960年代末頃から西律の調査や中辺路町の関係者の努力により、王子の位置が明らかにされた。
- 所在地 田辺市中辺路町道湯川岩神222

### 湯川王子
湯川王子（ゆかわおうじ）は、岩神峠のふもと、湯川川の源流域の谷間にある。『為房参詣記』は、三階（みこし、現在の三越峠）の手前に内湯川（うちゆかわ）なる地名を記している。王子の名の初見は、『中右記』10月25日条の「内湯参王子」、『愚記』10月15日条にある「王子湯河」で、このころに湯川王子の名が定着したと見られる。参詣の途上、宿泊や休憩をすることが多く、皇族・貴紳の宿所が設けられた。
湯川一帯は、戦国時代に御坊平野を中心に紀南に威勢を誇った湯川氏の発祥の地とする伝承があり、応永34年（1427年）に足利義満の側室・北野殿が参詣した際には、奥湯川氏を名乗る豪族の一党が兵を従えて接遇を行っている。
江戸時代には、本宮の湯川（下湯川村）と区別するために道湯川村（どうゆかわむら）と呼ばれ、王子は若一王子社として祀られた。明治期には王子神社と呼ばれ、住人たちの氏神であったが、明治末年に社殿を残して金毘羅神社（近野神社）に合祀された。道湯川村はもともと山中の辺地の小集落で、明治に入っても和歌山県内唯一の義務教育免除地とされたほどであった
加えて、国道311号が三越峠の険路を避けて敷かれて交通路から取り残されたこともあって住人の退去が進み、1956年（昭和31年）には無住の地となって、社地も廃墟と化した。現社殿は、1983年（昭和58年）に再建されたものであり、以来、旧住人たちが祭祀を執り行っている。

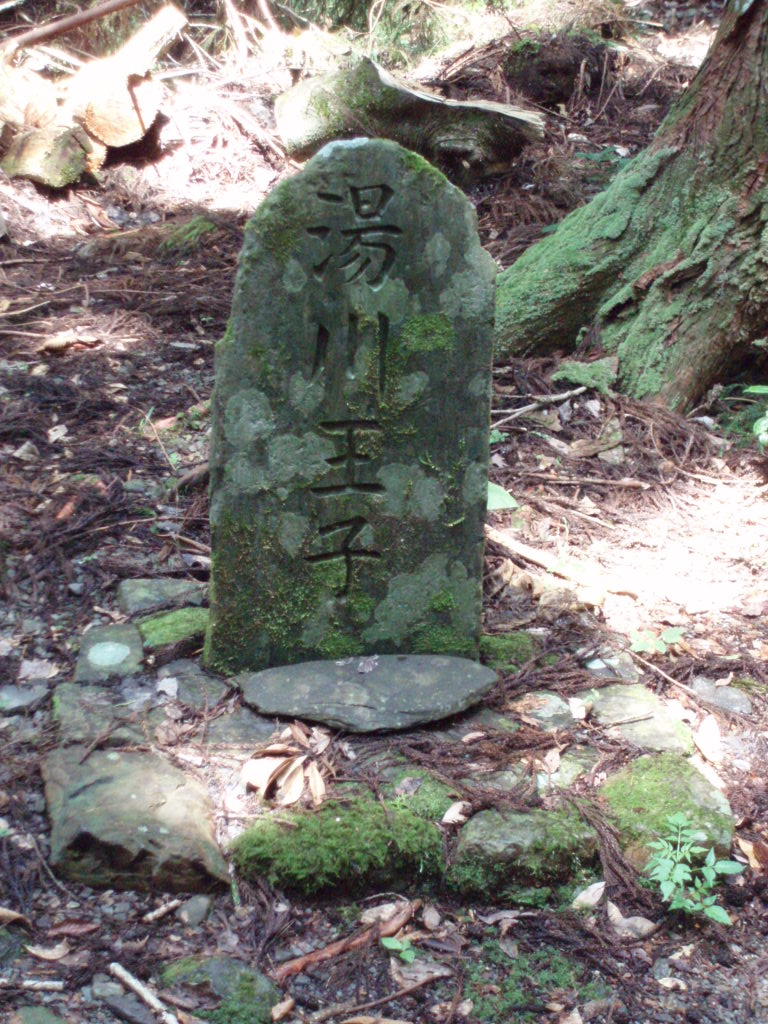
湯川王子碑
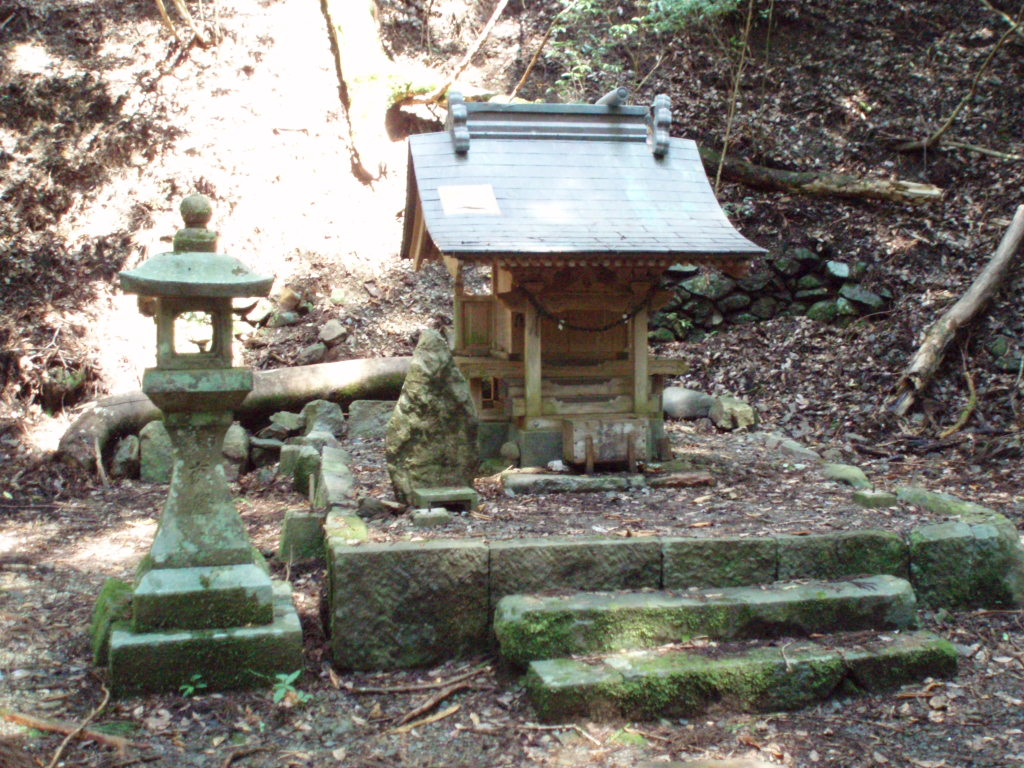
現社殿
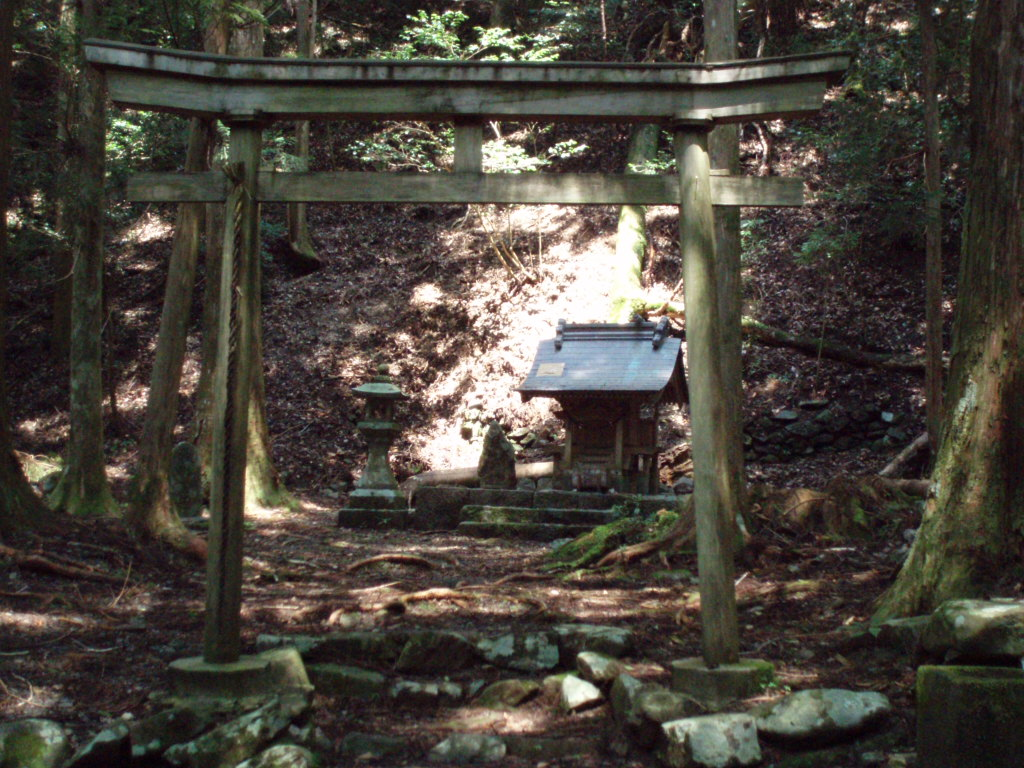
鳥居越しに社地を見る

- 所在地 田辺市中辺路町道湯川字王地谷20

## 三越峠と赤木越

### 三越峠

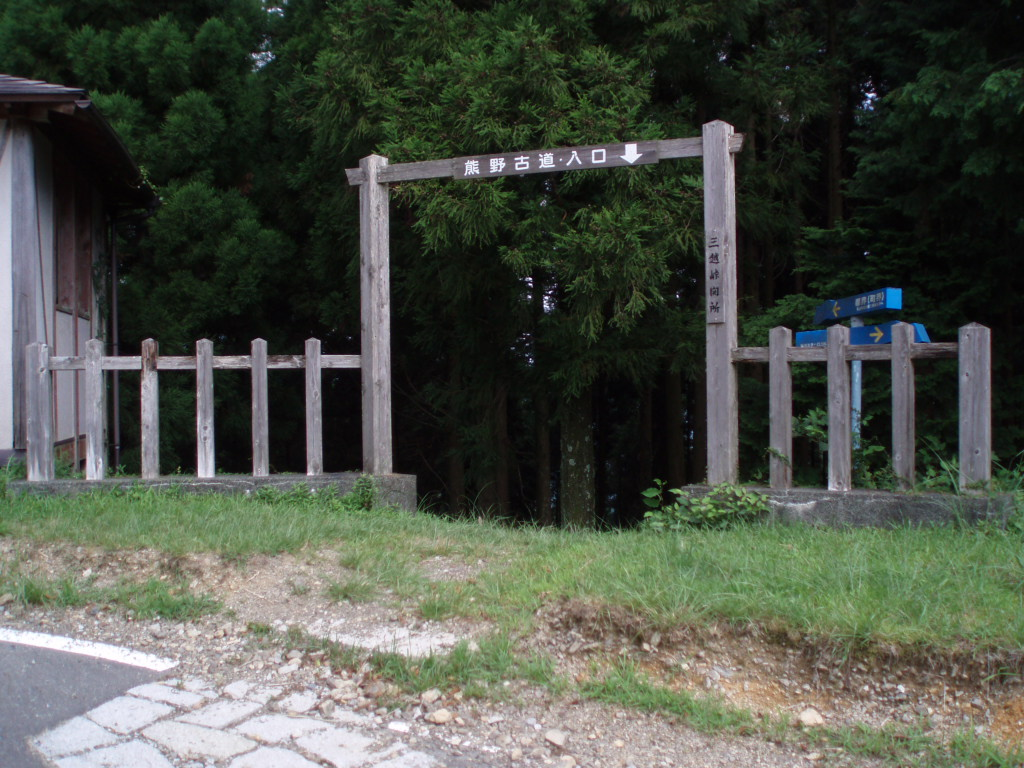
復元された三越峠関所

湯川王子を過ぎてから1キロメートルほどで三越峠（みこしとうげ）である。ここから、熊野参詣者は、熊野の神域の核心へ踏み込んでゆく。
この峠は古くから口熊野と奥熊野の境界とされ、近代においても西牟婁郡中辺路町（田辺市と合併）と東牟婁郡本宮町（同）との境界であると同時に、言語アクセントの境界でもある。中世には関所が設けられ、往来を統制し、関銭を徴収したほか、江戸時代の参詣記には茶店が設けられている様が描かれ、大正時代まで続いたと伝えられている。しかし、明治以降、険難な岩神峠・三越峠を避けるように主要交通路が付け替えられたことから寂れた。今日、中世のルートが通行可能なのは、中辺路が歴史の道に指定されたことに伴って、文化庁の補助金により再整備されたことによるものである。

### 赤木越
中世の参詣道は、三越峠から音無川源流部の渓谷沿いに下るが、近世には尾根道伝いに約6キロメートルほどで湯峯に抜ける赤木越（あかぎごえ）という間道が使われていた。苦難に満ちた道を行くことに信仰上の意義が見出された中世と異なり、早くは室町時代の頃には熊野参詣道はしばしば容易な通行が可能なルートに付け替えられた。赤木越もそうした例の一つで、本来は杣道であったものが転用された道であった。
今日では、赤木越の道の三越峠寄りに崩落による通行不能箇所があるため、音無川河谷沿いの船玉神社付近から、付け替え道をたどって尾根道へアプローチすることになる。尾根道を進み、献上茶屋跡につく。江戸時代の参詣紀『熊野めぐり』（元文3年〈1738年〉）には赤木越には4箇所の茶屋があると記されており、そのひとつと考えられている。ここから尾根道を登り、一遍上人伝説がある鍋割地蔵を過ぎ、音無川と栗垣内谷の分水嶺を緩やかに下って柿平（かきひら）茶屋跡に着く。ここは江戸時代の複数の参詣紀に見られるところで、前述の『熊野めぐり』のほか、『三熊野参詣道中日記』（延享4年〈1747年〉）、『熊野詣紀行』（寛政10年〈1798年〉）などの例がある。しばらく進み、湯峯の方向を示す指の形が刻銘された自然石道標の傍らを通り、ウバメガシやマツの多い自然林の中の尾根道を進む。行き倒れの旅人を祀った墓石を横に見つつ、小石を敷き詰めた石畳の道を経て、地獄坂と呼ばれる坂を下りきって一遍上人爪書碑の脇に降り立つと、湯峯温泉である。

## 注
1. ↑  熊野路編さん委員会[1973: 91]
2. ↑  熊野路編さん委員会[1973: 91、112、128]
3. ↑  熊野路編さん委員会[1973: 79]
4. ↑  “田辺市の指定文化財　－記念物－”.   田辺市教育委員会. 2009年3月20日閲覧。
5. ↑  熊野三山（2000年〈平成12年〉11月2日指定、2016年〈平成28年〉03月01日追加指定）、国指定文化財等データベース（文化庁） 2016年5月20日閲覧。
6. ↑  熊野路編さん委員会[1973: 83]
7. ↑  平凡社[1997: 520]
8. ↑  長谷川[2007: 129]
9. ↑  熊野路編さん委員会[1973: 139]
10. 1 2 3 4  平凡社[1997: 442]
11. ↑  西[1987: 152]
12. ↑  長谷川[2007: 130]
13. 1 2  平凡社[1997: 134]
14. 1 2  西[1987: 153]
15. ↑  西[1987: 153]、熊野路編さん委員会[1973: 96]
16. ↑  「角川日本地名大辞典」編纂委員会[1985: 881]
17. ↑  西[1987: 155]
18. 1 2  「角川日本地名大辞典」編纂委員会[1985: 733]
19. 1 2  平凡社[1997: 617]
20. 1 2  平凡社[1997: 395]
21. 1 2  長谷川[2007: 138]
22. ↑  西[1987: 158]
23. ↑  「角川日本地名大辞典」編纂委員会[1985: 383]
24. 1 2  熊野路編さん委員会[1973: 114]
25. 1 2  熊野路編さん委員会[1973: 118]
26. 1 2  熊野路編さん委員会[1973: 119]
27. ↑  平凡社[1997: 101]
28. ↑  西[1987: 39-44]
29. 1 2 3  熊野路編さん委員会[1973: 121]
30. 1 2 3  平凡社[1997: 794]
31. 1 2  宇江[2004: 159]
32. ↑  宇江[2004: 160]
33. 1 2 3  「角川日本地名大辞典」編纂委員会編[1985: 970]
34. 1 2  熊野路編さん委員会[1973: 127]
35. ↑  宇江[2004: 162]
36. ↑  例えば潮見峠越えは、稲葉根王子付近からの富田川河谷を迂回するために開かれたルートである[小山 2000: 163]。
37. 1 2  宇江[2004: 216]
38. ↑  服部 英雄・磯村 幸男編、2005、『近畿地方の歴史の道4 - 奈良1』、海路書院（歴史の道 調査報告書集成） ISBN 4902796368 所収（抄録）
39. ↑  宇江[2004: 215]
40. ↑  神道大系編纂会、 1984、『参詣記』、神道大系編纂会（神道大系文学編5）所収
41. ↑  藤井 寿一、2007、「資料紹介・林信章『熊野詣紀行』（抄）」、『熊野』No.132・133 所収
42. ↑  宇江[2004: 213]
43. ↑  地獄坂とは坂や坂の上の尾根から湯峯温泉を見下ろしたとき、谷間に湯煙が立ち込める様を地獄に見立てたものである[宇江 2004: 213]。